# Брантман Олександр Мойсейович
Олександр Мойсейович Брантман (нар. 15 лютого 1905, м. Рівне — 12 квітня 1983, Москва) — радянський кінооператор.

## Творча діяльність
У 1930-х роках О.Брантман працював на кіностудії Росфільм (Мосфільм).
У роки Другої світової війни був фронтовим оператором.
Член Спілки кінематографістів СРСР.

## Репресії
В 1948 році у зв'язку з державною кампанією боротьби з «безрідним космополітизмом», О.Брантман (серед десятків інших працівників єврейського походження) був звільнений з Центральної студії документальних фільмів (ЦСДФ)..

## Нагороди
- Орден Червоної Зірки (1944)
- Орден Червоної Зірки (1944)

## Фільмографія
- 1932 — Крила[2]
- 1934 — Любов Олени[3][4]
- 1935 — М'яч і серце[5]
- 1943 — Битва за нашу Радянську Україну (в зарубіжному прокаті — Ukraine in Flames)[6]
- 1944 — Перемога на Правобережній Україні і вигнання німецьких загарбників за межі українських радянських земель[7]
- 1946 — Судовий процес у Смоленську (док.)[8]
- 1948 — Чемпіон світу (док.)
- 1962 — Сім няньок (2-й оператор)[9]